# 下の茗温泉
下の茗温泉（したのみょうおんせん）は、富山県富山市（旧国越中国）にあった温泉。室牧川の東岸に位置し、温泉宿周辺の妙薬谷に源泉があった。

## 泉質
- 弱アルカリ性単純温泉[2]（石膏硫化水素泉[3]）

源泉温度25℃ - 30℃。メタケイ酸含有量により、温泉法を満たしている。神経痛、リウマチ、筋肉痛、関節痛、腰痛、運動器障害、冷え性、疲労回復などに効果があった。

## 温泉街
日本秘湯を守る会にも属した一軒宿「下の茗温泉」（ホテル室牧）がかつて存在した（現在は閉鎖）。

## 歴史
1787年（天明7年）、疝痛を患っていた村人が薬師如来のお告げによって発見されたと伝えられている。
富山藩の第10代藩主である前田利保も1848年（嘉永元年）をはじめしばしばこの地で湯治をしたことがある。その様子は「利保公依御願御領分下ノ茗温泉ヘ為御入湯就御帰城御道中奥御用所留」という書物に残されている。また、湯治により持病が完治したことから、薬師堂が建立されていた。
1849年（嘉永2年）、難病にかかった金沢の名医が湯治のため当温泉を訪れ、全快後にあちこちの患者に勧めたことで世に知られることになる。
野口雨情や竹久夢二もこの地に来たことがある。
1914年（大正3年）に建物が洪水により崩落したため、1932年（昭和7年）に当温泉の室牧ホテル内に木造三階建ての建物『渓畔閣』や『静山荘』が再建され、収容人数は80人となり、以降廃業まで使用された。1984年（昭和59年）時点では4棟で、本館は3階建て、広さは約990m2。
1983年（昭和58年）時点で長野県人が経営していたが、毎年冬に休業することや利用者減少のため1984年（昭和59年）4月6日に一旦閉鎖され、1984年（昭和59年）7月に、経営権が富山市四方南町の配置家庭薬製造販売業の新新薬品工業の社長の手に渡り、内部改装の上で、1989年（平成元年）頃に薬品会社の保養所となったが、1993年（平成5年）に別の経営者が引き継いで温泉を再開していた。同温泉を愛する地元民でつくる『鴬声会』も存在していた。
しかし、1996年（平成8年）頃から客足が落ち込み始め、一軒宿も消防法により三階が使えなくなるなど不便となり、1999年（平成11年）2月12日までに富山地方裁判所へ自己破産を申請し廃業、閉鎖された。負債総額は約12億円だった。
現在は建物が原形をとどめていないくらい廃墟となっており、車の乗り入れも出来ない。

## アクセス
- 鉄道：高山本線越中八尾駅よりタクシーで約10分